# Felix Wittlin

Felix Wittlin (1985)

Felix Max Wittlin (* 19. Oktober 1929 in Basel; † 8. August 2017) war ein Schweizer Berufsmilitär, Personalmanager und Bundesbeamter. 

## Leben
Felix Wittlin wuchs in Basel auf, wo er auch die Schulen inklusive das Gymnasium besuchte. Es folgte ein Jurisprudenzstudium in Basel und in Heidelberg, wo er 1953 mit der Schrift Volksbefragungen ohne gesetzliche Grundlagen promoviert wurde. Wittlin begann früh eine Karriere als Berufsmilitär in der Schweizer Armee. Er wurde Sektionschef im Generalstab und wirkte anschliessend während 20 Jahren als Instruktionsoffizier der Artillerie im Range eines Brigadiers in der Westschweiz. Zu jener Zeit waren in der Schweiz die Verbindungen zwischen Armee- und Wirtschaftseliten ausgeprägt vorhanden. 1973 beschloss er, in die Industrie zu wechseln. Bei Brown, Boveri & Cie (BBC) in Baden AG wurde er zum Personaldirektor ernannt. Als Ausnahme in der damaligen Schweizer Industrie war er als Personalverantwortlicher bei BBC Mitglied der Generaldirektion. Seine Familie siedelte nach Baden in die Deutschschweiz über. Noch vor der Fusion von BBC mit der schwedischen ASEA zur Firma ABB übernahm er 1985 den Posten des Rüstungschefs der Schweizer Armee, heute des Bundesamtes für Rüstung (armasuisse). In seine Amtszeit fielen wichtige Beschaffungsentscheide wie der Kauf der amerikanischen F/A-18-Kampfjets und von neuen Schützenpanzern. Nach seinem Rücktritt im Alter von 62 Jahren übernahm er Verwaltungsratsmandate bei der Maschinenfabrik Agie Charmilles und beim Telekommunikationsausrüster Ascom. Von 1994 bis 2000 war er Verwaltungsratspräsident von Ascom in einer Zeit des Umbruchs.
Schon während seiner Tätigkeit als Verwaltungsrat wohnte seine Familie wieder im Kanton Waadt in der Westschweiz.